# Девід Патерсон
Девід Александер Патерсон (англ. David Alexander Paterson; нар. 20 травня 1954, Бруклін, Нью-Йорк) — американський політик-демократ, губернатор штату Нью-Йорк з 2008 по 2010.
Він отримав ступінь бакалавра з історії у Колумбійському університеті у 1977 році і ступінь доктора у Школі права Університету Хофстри у 1982 році. Партія Патерсон був помічником окружного прокурора у Квінсі і майбутнього мера Нью-Йорка Девіда Дінкінса (у той час, коли він був головою боро Мангеттен), входив до Сенату штату Нью-Йорк у 1985–2006 роках. У 2003 році він очолив демократичну меншість Сенату.
У 2006 році він був обраний віце-губернатором штату Нью-Йорк. Після відставки губернатора Еліота Спітцера 17 березня 2008 у результаті скандалу, Патерсон обійняв його посаду.
Патерсон став першим чорношкірим губернатором Нью-Йорка і четвертим чорношкірим губернатором в історії США. Він також був другим сліпим губернатором (першим був Боб С. Райлі з Арканзасу).